# Голишевский, Иван Леонидович
Ива́н Леони́дович Голише́вский (укр. Іван Леонідович Голішевський; 1988, Новоселица) — украинский военнослужащий, полковник, участник российско-украинской войны. Герой Украины (2022).

## Биография
После срочной службы Иван Голишевский поступил в Национальную академию сухопутных войск имени гетмана Петра Сагайдачного во Львове, которую окончил в 2012 году. Служил в 30-й отдельной механизированной бригаде имени князя Константина Острожского. С 2014 года выполнял боевые задачи в зоне проведения АТО и ООС на востоке Украины.
В феврале-марте 2022 года 15-й отдельный горно-штурмовой батальон под командованием подполковника Голишевского оборонял населённый пункт Кременная и сдерживал наступление противника в направлении Краснореченское — Кременная. Благодаря организованной обороне батальона и приданных подразделений наступление превосходящих сил противника было остановлено, а российские войска понесли значительные потери в личном составе и технике.
В августе 2022 года Иван Голишевский был удостоен звания Героя Украины. По состоянию на декабрь 2022 года он занимал должность командира 24-й отдельной механизированной бригады.
В июле 2024 года появились слухи о возможном увольнении полковника Голишевского с должности и переводе его на преподавательскую работу. На его защиту выступило большое количество военнослужащих.

## Награды
- Звание «Герой Украины» с удостоением ордена «Золотая Звезда» (26 марта 2022) — за личное мужество и героизм, проявленные в защите государственного суверенитета и территориальной целостности Украины, верность военной присяге[4].
- Орден Богдана Хмельницкого II степени (8 декабря 2023) — за личное мужество и высокий профессионализм, проявленные в защите государственного суверенитета и территориальной целостности Украины, верность военной присяге[5].
- Орден Богдана Хмельницкого III степени (27 мая 2022) — за личное мужество и высокий профессионализм, проявленные в защите государственного суверенитета и территориальной целостности Украины, верность военной присяге[6].